# 白地市镇
白地市镇是湖南省祁东县的一个镇。镇政府所在地白地市也是县内仅次于县城洪桥镇外的第2大集镇，是该县西半县的经济、交通和文化中心。　　

## 地理
白地市镇距祁东县城20．5公里。东与风石堰镇相连，南与灵官镇相接，西南与祁阳县文富市镇接壤，西连石亭子镇，西北达黄土铺镇，北抵马杜桥乡。全镇总面积108．5平方公里。

## 人口
现有人口6．8万人，其中城镇居民2．1万人。

## 行政区划
辖49个行政村，3个居委会，497个村民小组。

白地市镇下辖以下村级行政区划单位
亭村社区、嘹望街社区、上游街社区、徐家村、松林桥村、七宝山村、油草塘村、东风村、禾冲村、茶叶塘村、柏松亭村、双泉井村、大冲村、茶亭村、铁铺村、元里坪村、七丫町村、双峰村、乌山冲村、苍江桥村、流泉町村、元木冲村、上岸塘村、灌渡村、毛田湾村、杨柳岭村、万福岭村、东方红村、岔塘口村、杨家堰村、盘塘村、六角井村、花竹村、小河塘村、凫鸭塘村、燕子窝村、瑶塘村、枫树山村、双凤村、栗山村、珍珠塘村、洪塘村、铁塘村、玉峰山村、石湾村、锦华村、香花塘村、坪和塘村、彭家湾村、石头山村、老白地村和湾龙町村。

## 沿革
中华人民共和国成立前，白地市镇属小路乡、景卿乡两个乡分别管辖。1952年4月，祁东县从祁阳县析出后，首设老白地乡，隶属第七区的白地市和第八区的和塘坪管辖。1958年10月，祁东县撤销办事处，成立人民公社，白地市镇现辖区域，属白地市公社管辖，下辖白地市、风石堰、万福岭、和平、毛坪五个耕作区。1961年8月祁东县恢复区建制，白地市公社归白地市区管辖。1981年3月正式设立白地市镇，由白地市区管辖。1984年5月祁东县撤销人民公社建制，改为区乡建制，将原白地市乡和万福岭乡的乌山冲、苍江桥、湾龙町及元里坪乡的七丫町4个村划入，合并成立白地市镇，升为区级镇，仍为白地市区管辖。1995年6月祁东县调整行政区划，实行撤区并乡，将原万福岭乡、元里坪乡、枫树山乡并入白地市镇，白地市镇成为今天祁东县23个乡镇之一。

## 交通
白地市镇素有“一脚达三阳”称即衡阳、邵阳、祁阳。322国道横穿本镇，317省道和县道白太公路、枫荷公路在此交汇沪昆铁路经过并设站，是祁东县中西部的交通枢纽。
白地市汽车站是祁东县第二大公路客运站，有发往县内大部分乡镇和常宁、邵东的短途客车，每半小时发出一班直达衡阳的快客，每天都有开往省内永州、怀化、长沙，广西桂林、柳州，云南昆明、景洪，广东广州、深圳等地的长途客车。
白地市火车站始建于1954年，站内拥有两个大型货运站台。

## 经济
白地市镇现有耕地面积4.38万亩，人均耕地七分；322国道、白太公路、317省道和祁邵公路沿线是粮食作物主产区；传统农产品主要有稻谷、大豆、花生、黄花、西瓜、甘蔗、大蒜、辣椒、鸡鸭、牲猪、淡水鱼类等。曾评为衡阳市养殖明星乡镇、湖南省规模养殖百强乡镇和星火科技示范镇等荣誉称号。
白地市镇素有祁东老工业基地之称，镇内原有白钢、白煤等国营企业数家，但已进行改制和重组，现有工业企业130多家。2005年全镇工业总产值为11亿元，年均增长13．6％，是祁东县主要的工业重镇之一。
白地市镇城镇建设步伐日益加快。城区面积逐年扩大，由过去的0．6平方公里，扩大到今天的3．5平方公里，城镇居民迅速增加，由过去的5千多人，增加到今天的2．1万多人。2005年被国家七部委列为全国小城建设示范镇和湖南省重点中心镇。
白地市镇以其“三湘明珠，三阳交汇”特殊的地理位置和重要的物资集散地，历来就是商家必争之地。镇内目前已建成大型农贸市场2个，竹木市场1个，商业批发街3 条，建成水果批发市场1个。是邵阳、祁阳各地和祁东县西部乡镇的集散地，镇内有白地市、响鼓岭、万福岭市场三个，其白地市镇中心集贸市场地处城区主要繁华地段，每天交易总额超过20万元。
中国农业银行、中国工商银行、中国银行和农村信用社均有分支机构和服务窗口。全镇电话入率达到60％以上，实现了村村组组通电话。广播电视覆盖全镇，镇内建有县级电视微波台一个，镇有线电视台一个。

## 社会事业
现有县级高中一所，初级中学4所，农民技校1所，中心小学1所，完全小学1 3所。
白地市镇是中国“渔鼓之乡”，中国“字牌之乡”。白地市镇渔鼓发起于60年代初期，以民间艺人渔鼓祖始祁祖西和其予邹华山为代表的5支渔鼓队伍，广泛活跃在祁阳、邵东和本县乡镇社区农村，极大地丰富了人民群众的精神生活。如今白地市渔鼓又录制成光碟唱盘，传播到全国各地，声名远扬。
白地市镇现有县级三甲医院1个，乡级卫生院1个，村卫生防保室51个，村村建立了卫生防保室，现有从医人员380多人。城区内还有个体诊所13家，个体药店7家。祁东县第二人民医院，是一所县级三甲综合性医院，承担着祁东西半边县和祁阳、邵东等地近五十万人口的医疗服务。